# Pachybrachis lodingi
Pachybrachis lodingi är en skalbaggsart som beskrevs av Bowditch 1909. Pachybrachis lodingi ingår i släktet Pachybrachis och familjen bladbaggar. Inga underarter finns listade i Catalogue of Life.